# Orsa kyrka
Orsa kyrka är en kyrkobyggnad som tillhör Orsa församling i Västerås stift. Kyrkan ligger centralt i Orsa samhälle.

## Kyrkobyggnaden

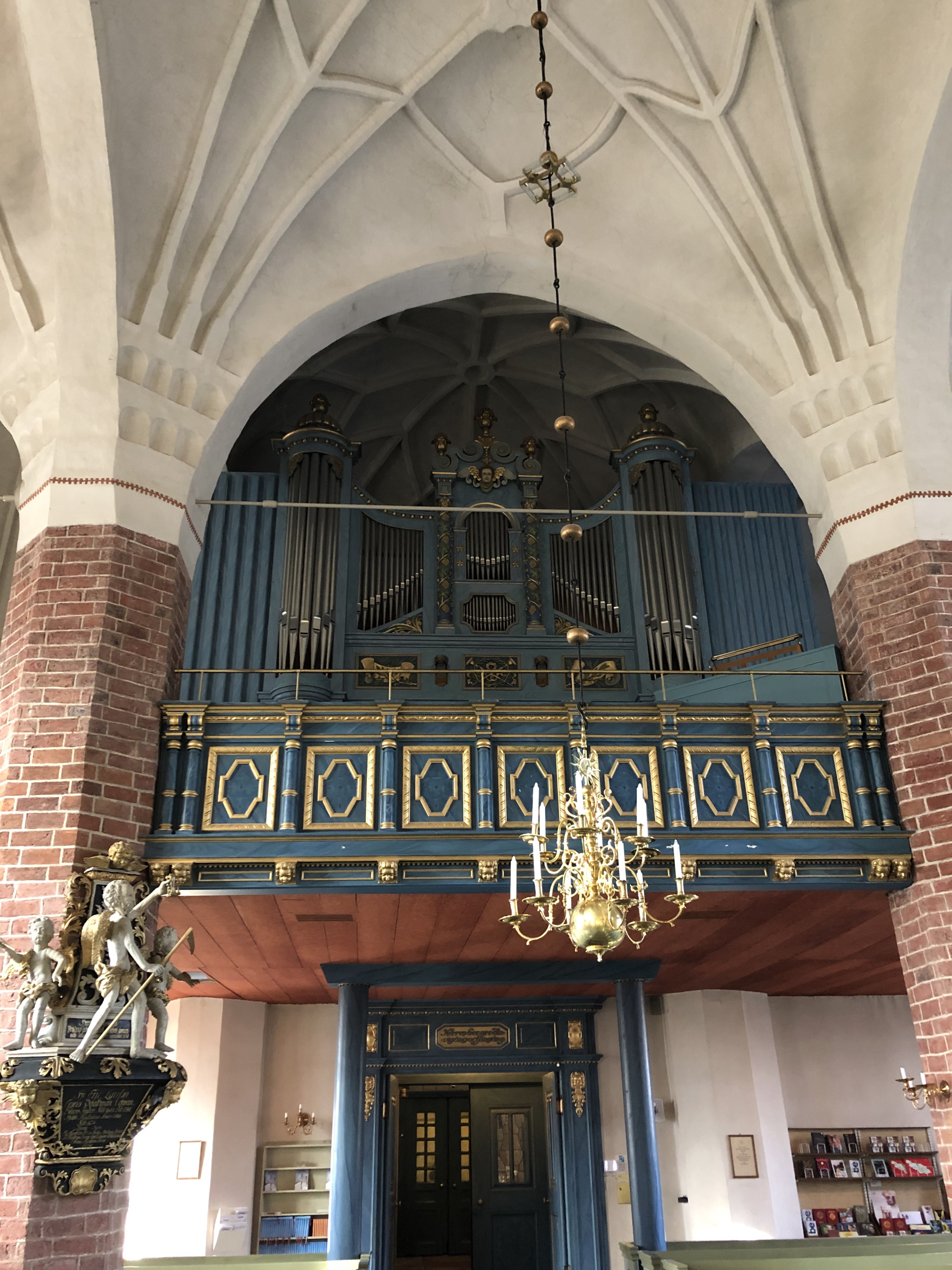
Orsa kyrkas läktarorgel

Första stenkyrkan uppfördes på 1200-talet och ersatte troligen en stavkyrka av trä. Omkring 1300 förlängdes kyrkan åt öster och då tillkom troligen sakristian. Vid en inventering av kyrkans taklag hittades sprättäljda virkesdelar som kan vara från tiden kring 1300 då sakristian byggdes. Vid 1300-talets mitt breddades kyrkan till sin nuvarande bredd. Vid slutet av 1400-talet utökades kyrkan till sin nuvarande storlek, bortsett från koret. 1607 lades grunden till ett kyrktorn vid västra sidan, men först 1639 färdigställdes tornet. Nuvarande femkantiga kor tillkom vid en ombyggnad 1752 - 1755 under ledning av byggmästare Petter Schulzberg från Västerås. Nuvarande kyrktorn uppfördes 1853 efter ritningar av arkitekt Ludvig Hawerman. Tidigare torn från 1639 revs eftersom dess konstruktion var bristfällig. Rester av ursprungliga 1200-talskyrkan finns kvar i nordvästra hörnet. 1979 genomfördes en stor restaurering då yttertaket lades om och ett litet museum inrättades i ett av tornrummen. I främre delen av kyrkan lades ett nytt kalkstensgolv. Övriga golvet är av sandsten från Orsa. Vid restaureringen fann man lämningar av två äldre golv, ett av sten och ett av tegel. Den befintliga takkonstruktionen uppskattas vara från 1700- eller 1800-talet.

## Inventarier
- Triumfkrucifixet är ett nordtyskt arbete daterat till senare delen av 1300-talet.
- Dopfunten göts 1531. Dess fot har skulpterade drak- och hästhuvuden.
- I sakristian finns en brudstol från 1600-talet tillsammans med andra möbler från samma tid.
- En sockenkista med järnbeslag är från 1500-talet. Kistan har tre lås och ring med drakhuvud.
- I vapenhuset hänger en kyrkklocka gjuten 1531 och samtida med dopfunten. Klockan ersatte en kyrkklocka som Gustav Vasa beslagtog.
- I tornet hänger tre klockor, gjutna år 1900 av malm från äldre, medeltida klockor.
- Altartavlan, som köptes in 1755, är en oljemålning som skildrar Kristi himmelsfärd. Samtidigt skänktes två medeltida altarskåp till det kapell som föregick Skattunge kyrka.

### Orgel
- Den 12 mars 1631 står det att ett orgelverk är förlorat och 1683 nämns det att orgelverket är borta.[2]

- Orgeln på läktaren är byggd av Åkerman & Lund 1942, men innehåller flera stämmor från 1878 och 1916 års orglar. Fasaden är från 1916 men utbyggd på sidorna 1942.

| Manual I                   | Manual II            | Manual III (sv)     | Pedal                     |
| -------------------------- | -------------------- | ------------------- | ------------------------- |
| Principal 16'              | Hornprincipal 8'     | Gedackt 16'         | Principal 16'             |
| Principal 8'               | Gedackt 8'           | Bassetthorn 8'      | Subbas 16'                |
| Fl. harm. 8'               | Kvintadena 8'        | Rörflöjt 8'         | Ekobas 16' tr.            |
| Gamba 8'                   | Blockflöjt 4'        | Salicional 8'       | Oktavbas 8'               |
| Borduna 8'                 | Gemshorn 2'          | Voix céleste 8'     | Borduna 8'                |
| Oktava 4'                  | Larigot 1 1/3'       | Principal 4'        | Oktava 4'                 |
| Rörflöjt 4'                | Cymbel 3 ch.         | Fl. okt. 4'         | Bachflöjt 2'              |
| Kvinta 2 2/3'              | (Rankett 16' vakant) | Salicet 4'          | Basun 16'                 |
| Oktava 2'                  | Krumhorn 8'          | Gemsh. kvint 2 2/3' | I/P, II/P, III/P, III4'/P |
| Kornett 3 ch.              | Tremulant            | Waldflöjt 2'        |                           |
| Mixtur 4-6 ch.             | III/II               | Ters 1 3/5'         |                           |
| Trumpet 8'                 |                      | Scharf 4 ch.        |                           |
| II/I, III/I, I4'/I, II4'/I |                      | Oboe 8'             |                           |
| III4'/I, III16'/I          |                      | Tremulant           |                           |
|                            |                      | III16'/III          |                           |

3 fria kombinationer, Tutti, MF, Aut. ped.växel, rörv. från, 16' från, registercresc. 
- Kororgeln är tillverkad av Frederiksborg Orgelbyggeri och kom till kyrkan vid restaureringen 1979.

## Galleri

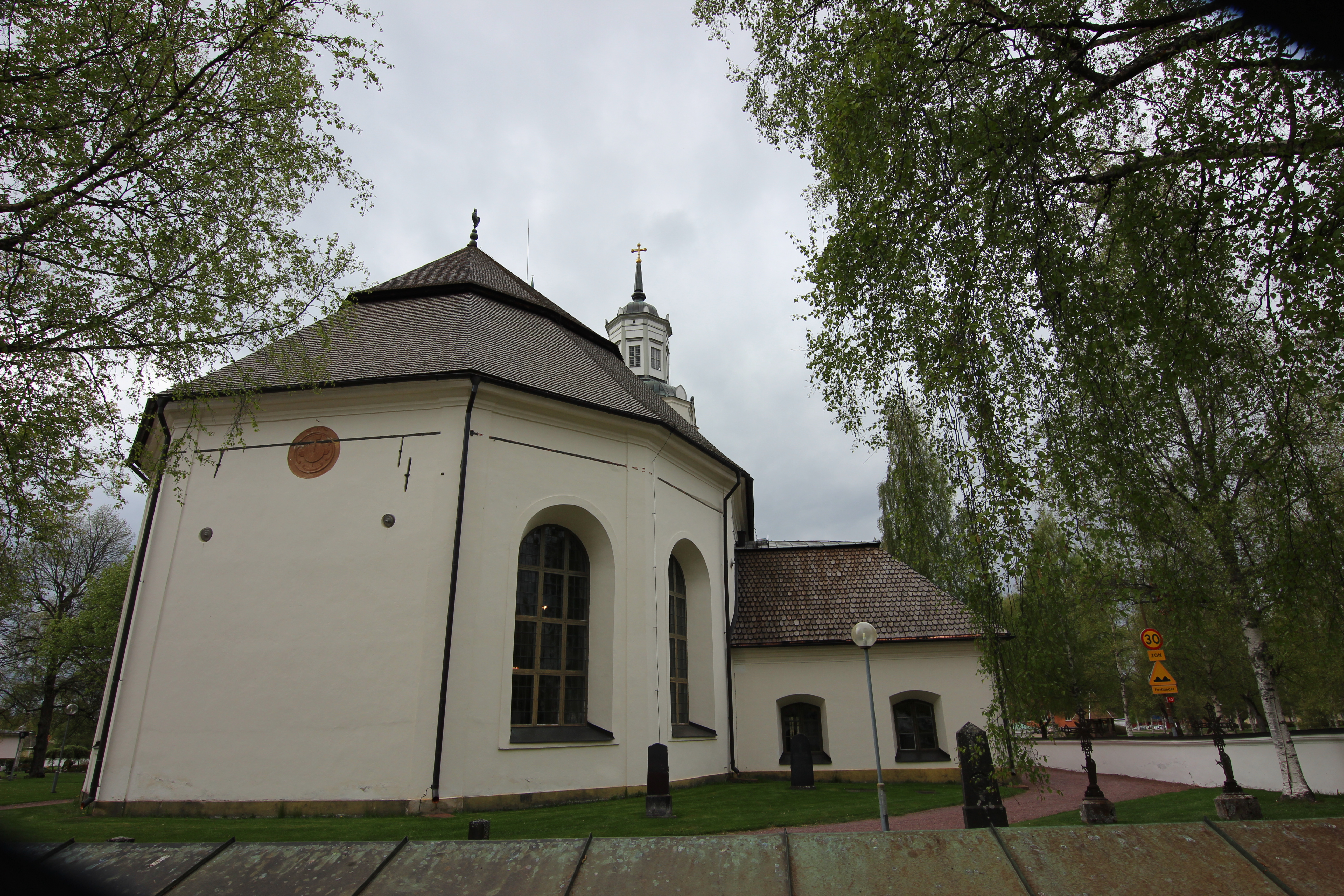
Orsa kyrka från öster
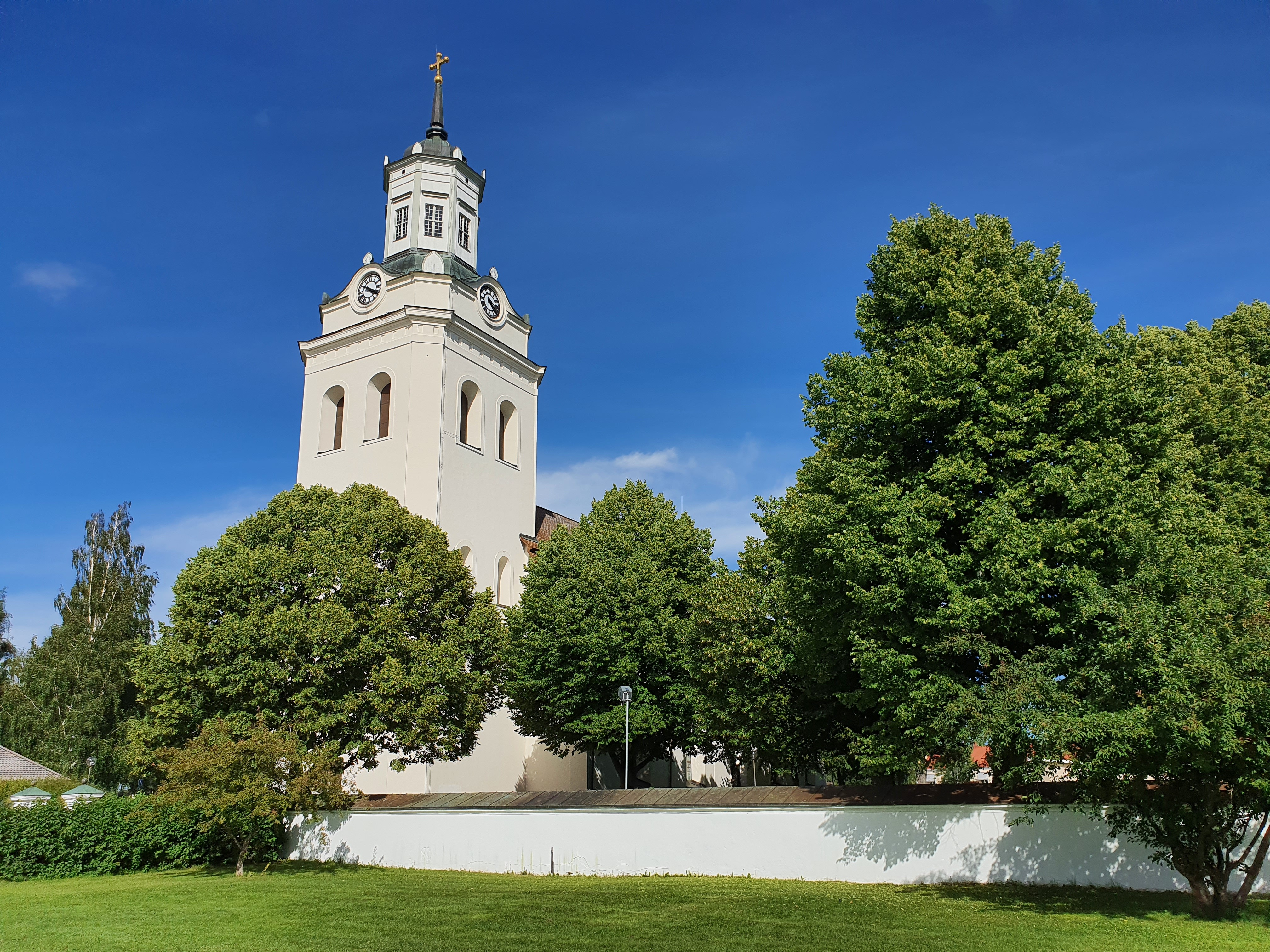
Exteriör från sydväst
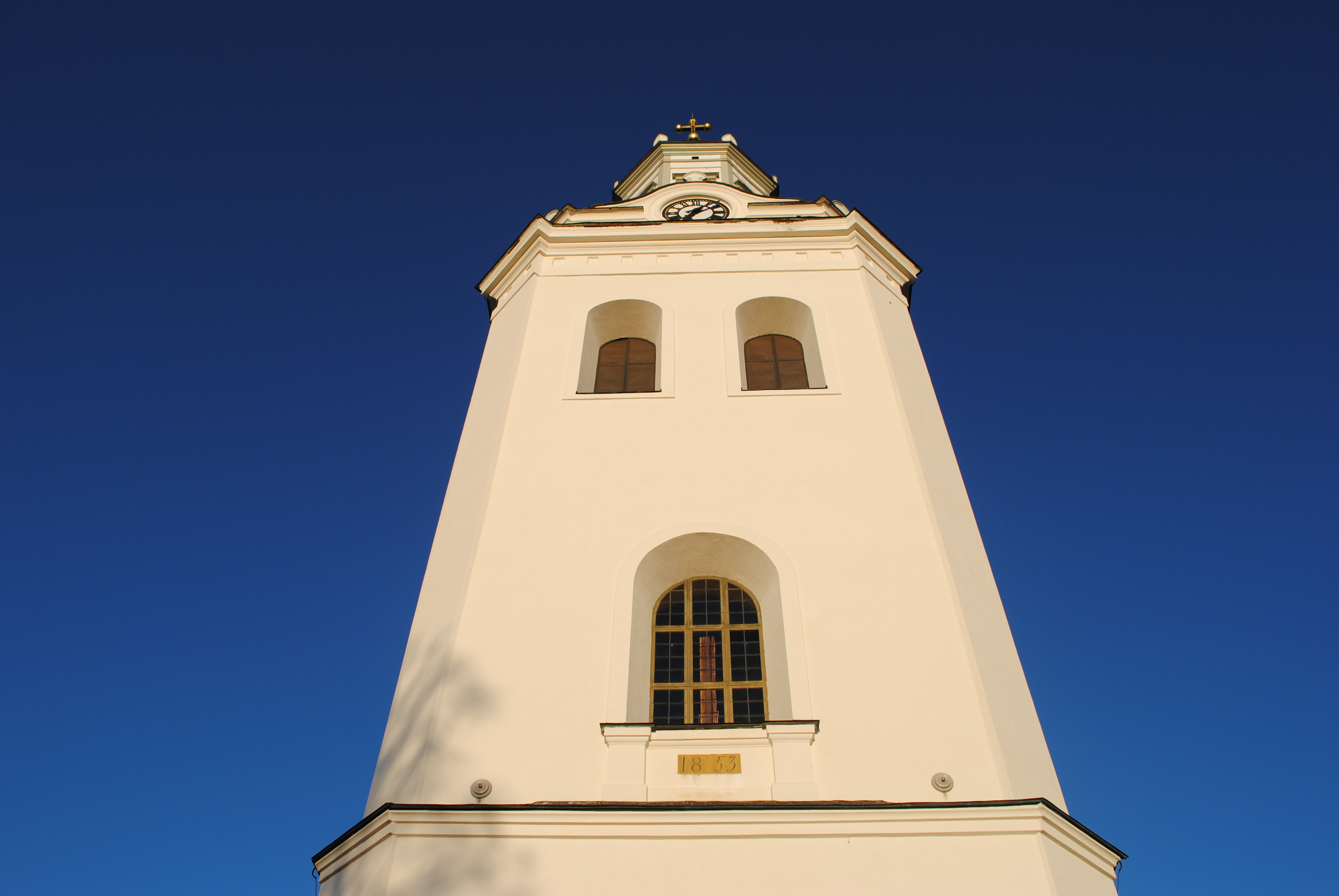
Kyrktornet
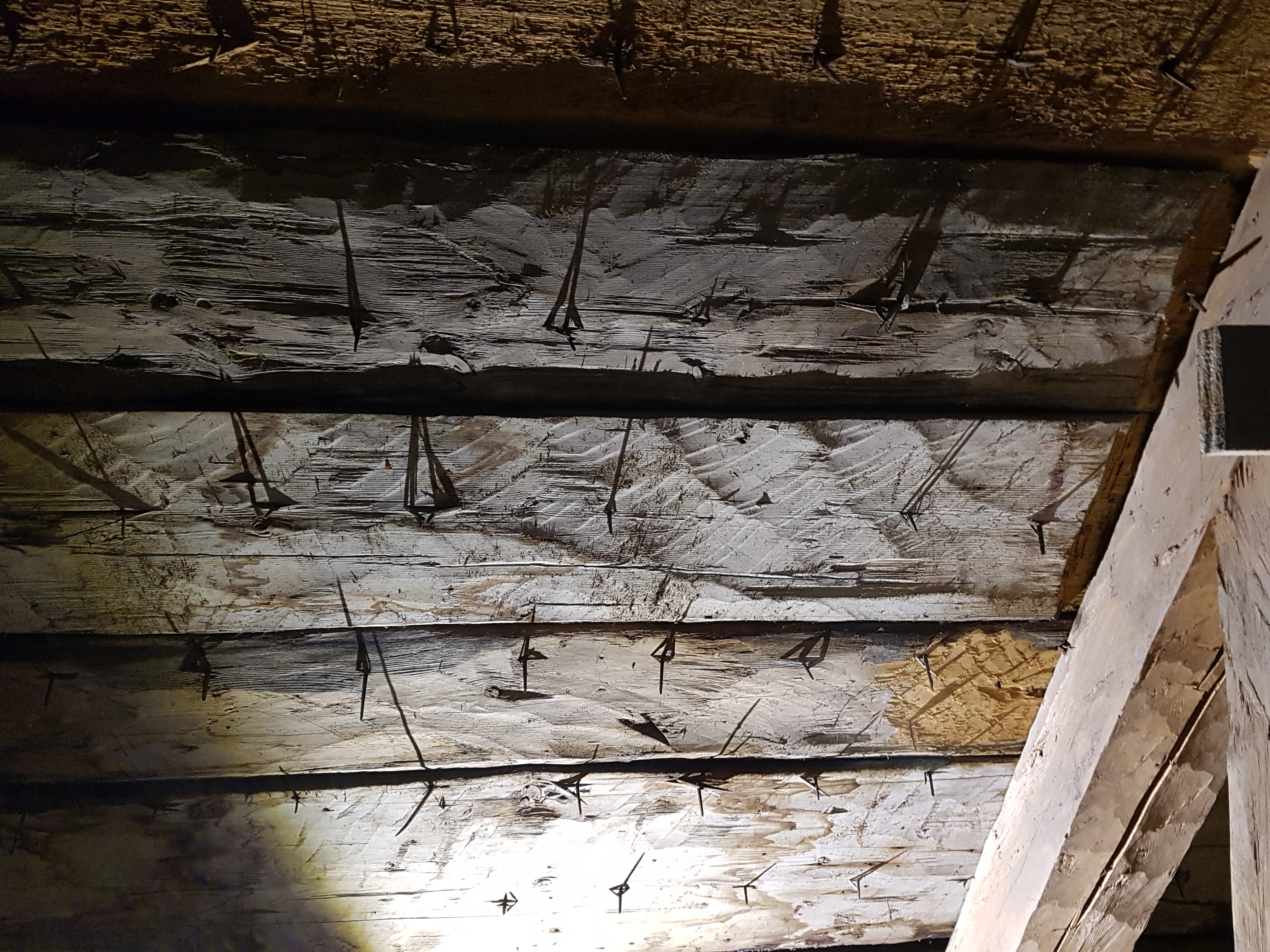
Äldre återanvänd sprätthuggen taktro i sakristian, som kan vara från tiden kring 1300 då sakristian byggdes.